# Мир (комикс)
«Мир» — серия российских комиксов в жанрах супергероики и научной фантастики о приключениях советского супергероя Мира, по стечению обстоятельств оказавшегося в современной России. Публикуется российским издательством Bubble Comics с мая 2020 года по настоящее время. Сценаристом всех выпусков комикса стал писатель Алексей Волков, иллюстрации для большинства выпусков рисовали художники Мадибек Мусабеков и Алексей Горбут, изредка сменяемые Андреем Васиным и Таей Макаревич. Художественная особенность комикса — его одновременно рисуют несколько иллюстраторов, каждый отвечает за «свой» сегмент: Мусабеков за действия, происходящие в реальности, а Горбут — за кадры вымышленных комиксов, мультфильмов.
Главным героем комикса предстаёт одноимённый супергерой Мир, который был частью секретного проекта Советского Союза по созданию сверхчеловека. В одной из своих схваток Мир был уничтожен американским супергероем Фаэтоном. Много лет спустя, в нынешнее время, дочь влиятельного нижегородского политика Александра Македонская решает с помощью учёных и новейшей технологии воскресить героя, чтобы использовать его как символ «славного прошлого» в предвыборной кампании своего отца. Сам возрождённый советский супергерой пытается привыкнуть к современной жизни в России, попутно сражаясь с результатами других секретных проектов советского блока, также вернувшимися в современность вслед за Миром.
Оценки и отзывы журналистов на комикс были благосклонными: среди положительных сторон «Мира» перечислялись иллюстрации авторства Мадибека Мусабекова и Алексея Горбута, а также их интересное и необычное сочетание, и работа Алексея Волкова над сюжетом, благодаря которому идея российской супергероики смотрится интересно и не отталкивающе. Некоторые рецензенты изначально выражали опасения в потенциальной политизации комикса из-за того, что сюжет произведения во многом строится вокруг темы Холодной войны, однако по итогу они не подтвердились. Единственным негативно воспринятым элементом «Мира» стала героиня Саша Македонская: одни рецензенты окрестили её как «мерзкого» персонажа, другие же сетовали на недостаточно прописанную мотивацию.

## Сюжет
Саша Македонская, дочь российского политика Михаила Жилина, которая учится в Лондоне, решает попытаться воскресить давно погибшего советского супергероя, известного как «Мир». Мир жил во времена Холодной войны и был создан Советским Союзом в качестве «ответа» американскому супергерою Фаэтону. Оба героя использовались своими странами в целях пропаганды собственной военной мощи, и каждый из них в противоположной стране представлялся в негативном ключе: в Советском Союзе образ Фаэтона очернялся в агитационных плакатах, сравнивающих двух героев, а в Америке о Фаэтоне выходили супергеройские комиксы, в которых Мир изображался карикатурным злодеем и одним из врагов американского героя. Так, в одном из выпусков этого комикса, который Саша читает в самолёте по пути в Иркутск, Мир нападает на дамбу Гувера, однако Фаэтону удаётся остановить его, дезинтегрировав Мира с помощью своих солярных наручей. В реальности же это Фаэтон напал на Мира, когда тот отправился эвакуировать сотрудников Братской ГЭС, на которой по невыясненным обстоятельствам произошёл взрыв. В ходе непродолжительной схватки Фаэтон и впрямь убил Мира, но при этом сам бесследно исчез. Спустя время люди частично забыли о героях, и факт их существования в какой-то момент приобрёл форму мифа и городской легенды.
В настоящем времени, добравшись до Братской ГЭС, Саша встречается с руководителем нанятой ею научной группы, пожилым учёным под фамилией Протасов. Благодаря найденному им в хранилище курчатовского института наручу Фаэтона, Протасов нашёл способ вернуть Мира обратно к жизни. С помощью ускорителя, бомбардирующего наруч частицами с отрицательным зарядом, учёным удаётся добиться «обратного процесса»: вместо дезинтеграции энергия с наручей «соединяет» распылённые частицы обратно. Когда герои направляют луч энергии в место последней схватки Мира и Фаэтона, им удаётся успешно воскресить советского супергероя. Саша представляет Мира своему отцу, для которого супергерой должен был стать «подарком на день рождения»: она надеется использовать Мира и его образ героя из прошлого для продвижения кандидатуры своего отца в ходе предвыборной кампании. Сам Мир не против этого; он старается влиться в современное общество и с интересом изучает устои «России будущего». О проекте узнают в правительстве, и за Сашей и Миром прикрепляют «куратора», агента ФСБ Евгения Стрелкова, в чьи обязанности входит контролировать деятельность Мира.
Во время путешествия героев в поезде по пути в Москву на них нападает пожилой суперсолдат под прозвищем «Венганза». Как оказывается, Венганза родом с Кубы, и когда-то был верным товарищем Мира, пока последний не был убит Фаэтоном. Найдя Мира, Венганза рассказывает ему о своей мести — он демонстрирует кусок ткани и заявляет, что убил Фаэтона. Поделившись историей, в которой Фаэтон напал на Венганзу и в тяжёлой схватке был убит последним, кубинец зовёт Мира с собой в бункер в Казахстане, в котором советские учёные когда-то тренировали Мира и развивали его сверхспособности. Последовав за бывшим соратником, Мир находит в бункере устройство-шлем, усиливающее его телекинетические сверхспособности. Венганза признаётся Миру, что, будучи безжалостным наёмником большую часть своей жизни, он устал от войны и хочет покончить с ней раз и навсегда, деактивировав всё ядерное оружие России. Для этого ему нужен был Мир, так как супергерой обладает телекинетическим доступом к системе ядерного вооружения, и с помощью шлема может запустить ракеты, либо уничтожить их. Герой убеждает Венганзу, что оставив Россию без защиты, он не добьётся мира. Венганзу арестовывают, однако ему удаётся сбежать во время перевозки. Два дня спустя Венганза оказывается в Эквадоре. Проезжая в такси, он замечает, что его водитель не кто иной, как считавшийся погибшим Фаэтон. Фаэтон хватает Венганзу, и, пообещав показать ему настоящее «светлое будущее», за которое пожилой кубинец так борется, уносит его в неизвестном направлении.

### Основные персонажи
- Мир — главный герой комикса, сверхчеловек, созданный в Советском Союзе в результате секретного научного проекта. Был воскрешён в современной России после того, как погиб в схватке с американским супергероем Фаэтоном[3]. Простоват, немного наивен, добр. Воспитан руководителем проекта «Мир» советским учёным по фамилии Ларионов[2][4]. Среди суперспособностей, которыми обладает герой: сверхскорость и сверхсила, возможность прыгать на огромные расстояния, а также телепатически воздействовать на разум окружающих[1][2].
- Александра Македонская — молодая и амбициозная девушка, вернувшая Мира к жизни. Является дочерью нижегородского политика Михаила Жилина[5]. Своевольна, эгоистична, не чурается нецензурной брани и склонна к едкому сарказму[1][2]. Несмотря на непростой характер, обладает добрым сердцем и благими намерениями: она всячески заботится об отце и помогает ему, содействуя его желанию стать губернатором области, а также старается представить современной России положительный пример для подражания в лице Мира[2][6].
- Евгений Стрелков — агент ФСБ и куратор возрождённого проекта «Мир», следит за тем, чтобы супергерой не выходил из-под контроля государства[7]. Впервые появился как оригинальный персонаж фильма «Майор Гром: Чумной Доктор» в исполнении актёра Михаила Евланова, но впоследствии введён создателями во вселенную комиксов[8]. Образ Евгения Стрелкова основан на двух персонажах комиксов Bubble: полицейском по имени Евгений и агенте ФСБ по имени Кирилл Стрелков из серии «Майор Гром»[7][8]. По характеру решительный и беспринципный, ради выполнения поставленной руководством задачи может «пойти по головам»[9].
- Фаэтон — американский супергерой, обладающий силой «тысячи солнц». Носит плащ, а над головой большую часть времени парит огненный нимб. Обладает специальными наручами, позволяющими ему дезинтегрировать материю вплоть до атомов. Долгое время считалось, что он прибыл на Землю из космоса, но в итоге оказывается, что на самом деле он сверхчеловек из XXX века, переместившийся в прошлое, чтобы предотвратить возникновение антиутопического будущего, из которого прибыл. Именно Фаэтон стал причиной, по которой руководство Советского Союза приняло решение о создании собственного сверхчеловека, Мира. Во время Холодной войны противостоял Миру и другим сверхлюдям стран «второго мира»[1][2].

## История создания

### Авторский состав
«Мир» стал первым комиксом издательства Bubble, посвящённым полноценной супергероике — истории, в центре которой находится человек, обладающий суперсилами. До этого в самых первых линейках Bubble, вроде «Майора Грома», «Красной Фурии», «Инока» и «Бесобоя», авторы намеренно пытались отойти от канонов супергеройских комиксов, предполагая, что американский архетип супергероя не сочетается с российской спецификой. Автором «Мира» выступил историк комиксов, переводчик и сценарист родом из Коврова Алексей Волков, до этого написавший сценарий для пары выпусков комикса «Союзники» Наталии Девовой и собственного авторского комикса «Вор Теней». Первоначальный концепт будущего комикса изначально состоял из нескольких невзаимосвязанных идей и образов, которые Алексей Волков продемонстрировал главному редактору Bubble Роману Коткову. Котков, в свою очередь, оформил идеи Волкова под формат полноценного концепта комикса, из которого и получился «Мир». Помимо помощи в оформлении первоначальной задумки, Котков также активно курирует серию, предлагая свои творческие идеи и иногда выступая в роли соавтора Волкова. Сам Котков неоднократно заявлял, что «Мир» является одной из основных и флагманских линеек издательства.
Основными иллюстраторами серии стали одновременно художник из Казахстана Мадибек Мусабеков, ранее работавший над серией «Мироходцы», а также российский художник Алексей Горбут, в команде с которым Волков написал свои наиболее известные работы — комиксы «Победители Невозможного» и «Вор Теней». Мусабеков начал совместную деятельность с Bubble во время творческого перерыва над собственным комиксом «Ермек-Батыр». По словам Мадибека, первоначально он вдохновлялся стилем рисунка корейского художника Джея Ли, известного по иллюстрациям комикса «Тёмная башня», однако позже стал вырабатывать собственный авторский стиль. Стиль же Алексея Горбута вдохновлён работами американских комиксистов серебряного и золотого века комиксов — до того, как взяться за «Мир», он неоднократно рисовал вариативные обложки для других серий Bubble в стиле старых комиксов, а также был художником графического романа «Майор Гром: 1939», рассказывающего о похождениях альтернативного майора Игоря Грома в Советском Союзе 30-х годов. Горбут считает, что, помимо рисунка, при работе над комиксом важную роль играет раскадровка: «Важно, чтобы раскадровка была удобночитаемой и не приходилось думать, что же тут нарисовано и что происходит, какой кадр следующий и т. д. Или бывает, текст расположен так, что сначала читаешь ответ на вопрос, а потом только сам вопрос…». Помимо Мусабекова и Горбута, иллюстраторами «Мира» успели побывать Андрей Васин и Тая Макаревич.

### Дизайн персонажей

Концепт-арт Мира и Саши Македонской. Художники: Наталья Заидова (Мир), Мадибек Мусабеков (Саша Македонская)

Среди комиксов издательства Bubble «Мир» — первый, центральный персонаж которого является полноценным классическим супергероем со всеми сопутствующими атрибутами: супергеройским костюмом и суперсилой. Над образом Мира совместно работали сценарист Алексей Волков и художник Мадибек Мусабеков. Сам Мадибек так комментировал процесс создания образа персонажа комиксов: «Главное, чтобы по облику персонажа читатель мог сразу определить: хитрый, скромный, вспыльчивый, смешной. Такие персонажи остаются в памяти. А для этого лучше отталкиваться от стереотипов, но добавить что-то оригинальное». Первоначальный концепт супергеройского костюма обладал кольцеобразным орнаментом на манер такового у маскота компании Michelin. Орнамент костюма был придуман Алексеем Волковым. Долгое время этот вариант был финальным, однако уже на завершающих этапах прорисовки первого выпуска авторы столкнулись с проблемой в подборке цветовой схемы, которая не «вязалась» с данным орнаментом. По итогу от этого концепта было решено отказаться. Новый вариант костюма разрабатывала художница Наталья Заидова. Роман Котков, главный редактор Bubble, хотел, чтобы костюм героя содержал в себе цвета флага России: «это одновременно казалось подходящем Миру как герою, и при этом представляло интересный вызов: сделать красиво и не пошло». Итоговый результат он оценил положительно, отметив схожесть супергеройского облачения с «ярким и позитивным» трико советского циркача.

### Производственный процесс
Изначально концепт комикса состоял из нескольких несвязанных между собой идей. Так, заклятый враг Мира американский супергерой Фаэтон первоначально не имел никакого отношения к комиксу «Мир» и представлял собой обособленный концепт, идею. При этом Алексей Волков отметил, что Фаэтон не является карикатурно плохим персонажем, не является «воплощением капиталистического американского зла» и злодеем в принципе. Также по признанию Волкова, он старается наделять злодеев комикса, вроде наёмника Венганзы, своими собственными чертами характера, взглядами, убеждениями.
Одной из заметных особенностей «Мира» является его расширенный объём (до 56 страниц) и тот факт, что над комиксом работает сразу несколько художников. Как правило, это тандем из Алексея Горбута, давнего товарища Алексея Волкова, и Мадибека Мусабекова, однако в поздних выпусках к ним присоединились художники Тая Макаревич и Андрей Васин, иногда подменяющие либо Горбута, либо Мусабекова. Как правило, Мусабеков отвечает за прорисовку действий, происходящих в «реальности», а Горбут — за различные вставки, как то: выпуски старых американских комиксов и отрывки анимационных фильмов, оформленные в стилистике реальных американских комиксов серебряного и золотого века. Кроме того, каждый из художников работает «со своим» колористом: так, в пилотном выпуске рисунки Мусабекова раскрашивает Анна Сидорова, а иллюстрации Горбута — Наталья Мартинович.
Также примечательно, что у «Мира» отсутствует одно определённое место действия. Если в других комиксах издательства все события разворачиваются как правило в одном определённом городе (Санкт-Петербург в «Майоре Громе», Москва в «Экслибриуме» и «Бесобое»), то в «Мире» герои путешествуют по разным городам России.

### Издание

Обложка комикса «Мир: Вечная Память». Художник: Андрей Васин

Первые намёки на создание первой полноценной супергеройской серии комиксов Bubble прозвучали на пресс-конференции издательства в начале октября 2019 года на российском фестивале поп-культуры Comic-Con Russia. Анонс выхода первого, пилотного, выпуска состоялся 26 апреля 2020 года на онлайн-презентации Bubble, прошедшей взамен отменённому из-за коронавирусной эпидемии фестивалю Bubble Fest. «Мир» был представлен совместно с первыми выпусками других новых серий: «Чумной Доктор», повествующей о народном мстителе и злейшем враге Майора Грома, скрывающем свою личность под маской чумного доктора, и «Редактор», рассказывающей о могущественном страже, следящем за порядком в своём мире. Согласно плану издательства, продолжение пилотных выпусков должны были получить те серии, что вызовут больше всего положительных отзывов и покажут удовлетворительные показатели по продажам. По словам представителя Bubble через два месяца после релиза первого выпуска, «Мир» вызвал положительную реакцию среди фанатов, как и «Чумной Доктор». По этой причине уже в октябре на Comic-Con Russia 2020 был представлен второй выпуск серии, а также объявлено, что «Мир» будет продолжен и станет одной из основных линеек издательства. 9 мая 2021 года выходит специальный выпуск «Мира» с подзаголовком «Вечная память», приуроченный к празднику Дня Победы.
Изначально пилотный выпуск планировался стандартного формата в 25 страниц, однако итоговый вариант увеличился до 84 страниц и стал позиционироваться одновременно и как первый том комикса. Чтобы прорекламировать выход первого номера «Мира», издательство запустило конкурс, в котором участвующий должен был сделать своё фото с написанным на листе бумаги лозунгом со словом «мир» и выложить его в соцсети с хэштегом #мирbubble; победителям доставались оригинальные страницы комикса от Алексея Горбута. Первый сборник из нескольких выпусков был анонсирован 3 октября 2020 года на российском фестивале поп-культуры Comic-Con Russia, и был выпущен в продажу в тот же день. Он собрал в себе второй и третий выпуски «Мира». Впоследствии другие номера также выходили в составе сборников. Помимо самих комиксов, в состав томов были включены дополнительные материалы: комментарии создателей, скетчи и зарисовки персонажей, локаций, эскизы обложек и их неиспользованные варианты.

## Восприятие
Никита Гмыза, редактор интернет-сайта GeekCity, в своём обзоре пилотного, третьего и четвёртого выпусков признался, что благодаря интригующему концепту противостояния русского и американского супергероев из всех анонсированных на онлайн-презентации Bubble серий комиксов именно «Мир» заинтересовал его больше всего. Поначалу, Гмыза выразил опасения, что наличие в произведении политических мотивов может привести к политпропоганде и «лобовой анти-американской агитке». Рецензировав последующие выпуски он отметил интересные и «неплохие» сюжетные повороты, качественно проработанных персонажей в целом и приятного и вызывающего симпатию Мира в частности, а также обратил внимание, что серия начинает поднимать «на удивление серьезные темы». Подытоживая, Гмыза заявил что «российская супергероика жива и набирает обороты».
Сергей Афонин, другой рецензент от GeekCity, в обзорах первых нескольких томов серии неоднократно называл «Мир» лучшей работой издательства Bubble и лучшим отечественным комиксом о супергероях. Афонин крайне положительно высказался о иллюстрациях авторства Алексея Горбута и Мадибека Мусабекова, а также то, как их работы сочетаются друг с другом и позволяют создать «замечательный опыт комикса внутри комикса». Как и Гмыза, Афонин тоже изначально озвучил опасения относительно политизированности комикса, однако позже отмечал, что авторам удаётся соблюдать нейтралитет и баланс между двумя взглядами на происходящее — западного и советского. Он благосклонно отозвался об образе центрального героя, назвав его «крутым», отметил интересно написанный сюжет и грамотный не банальный сценарий, благодаря которому получается раскрыть персонажей с неожиданных сторон. Единственным минусом комикса Афонин назвал персонажа Сашу Македонскую, получившуюся излишне «мерзкой», хоть и понадеялся, что такое поведение героини обусловлено дальнейшими планами авторов на раскрытие персонажа и его «эмоциональный рост».
Олег Ершов, обозреватель ComicBoom, в своей рецензии на пилотные выпуски представленные на онлайн-презентации Bubble назвал «Мир» «предсказуемо самым интересным». Рецензент обратил внимание на то, как необычно и удачно Алексей Волков использует сюжетную схему завязки и знакомства с героями: знакомство с Миром и Фаэтоном происходит дважды через «ненадёжного рассказчика» — первый раз через патриотичный американский комикс, второй раз из рассказа российского учёного Протасова — при этом сами герои в выпуске почти не появляются, а о центральном персонаже выпуска, Саше Македонской, практически ничего не известно. Исходя из этого, комикс оставляет читателя с точным представлением о вселенной и основных героях комикса, но в то же время оставляет читателя заинтригованным и жаждущим продолжения. Положительно охарактеризованы рисунки Мусабекова и Горбута, а также работа колористок Анны Сидоровой и Натальи Мартинович. Подобно Афонину, Ершов называет единственным минусом комикса образ Саши Македонской: несмотря на то что героиня вышла живой и убедительной, её мотивация оставляет за собой вопросы. Тем не менее Ершов отметил, что из-за ограниченного в 56 страниц объёма пилотного выпуска можно уместить «лишь ограниченное число сюжетных линий, так что едва ли это справедливый упрёк». По итогу, рецензент назвал пилотный номер отличным началом серии и хорошим комиксом самим по себе, с которым настоятельно рекомендует ознакомиться.

### Коллекционные издания
- Мир — Том 1: Первый. — Bubble Comics, Май 2020. — Т. 1 (№ 1) и доп. материалы. — 84 с. — (Мир). — ISBN 978-5-6042725-8-9.
- Мир — Том 2: Две беды. — Bubble Comics, Октябрь 2020. — Т. 2 (№ 2—3) и доп. материалы. — 92 с. — (Мир). — ISBN 978-5-9500622-8-5.
- Мир — Том 3: Прощай, оружие. — Bubble Comics, Декабрь 2020. — Т. 3 (№ 4—5) и доп. материалы. — 82 с. — (Мир). — ISBN 978-5-6042726-7-1.
- Мир — Том 4: Тебя слышит враг. — Bubble Comics, Май 2021. — Т. 4 (№ 6—7) и доп. материалы. — 96 с. — (Мир). — ISBN 978-5-6044312-0-7.
- Мир — Том 5: Второе солнце. — Bubble Comics, Октябрь 2021. — Т. 5 (№ 8—9) и доп. материалы. — 96 с. — (Мир). — ISBN 978-5-6046885-0-2.
- Мир – Том 6: Серый лёд. — Т. 6 (Номер 10–11).
- Мир – Том 7: Сыновья. — Т. 7 (Номер 12–14).
- Мир – Том 8: Чужие флаги. — Т. 8 (Номер 15–17).
- Мир – Том 9: Царь в голове. — Т. 9 (Номер 18–20).
- Мир – Книга 10: Высшие силы. — Т. 10 (Номер 21–24).